# Antimon(III)-iodid
Antimon(III)-iodid ist eine anorganische chemische Verbindung des Antimons aus der Gruppe der Iodide.

## Gewinnung und Darstellung
Antimon(III)-iodid kann durch Reaktion von Antimon mit Iod in Benzol, Kohlenstoffdisulfid oder Tetrachlorethan gewonnen werden.
{\displaystyle {\ce {2Sb + 3I2 -> 2SbI3}}}
Es lässt sich auch durch Reaktion von Antimon(III)-chlorid mit Bortriiodid darstellen.

## Eigenschaften

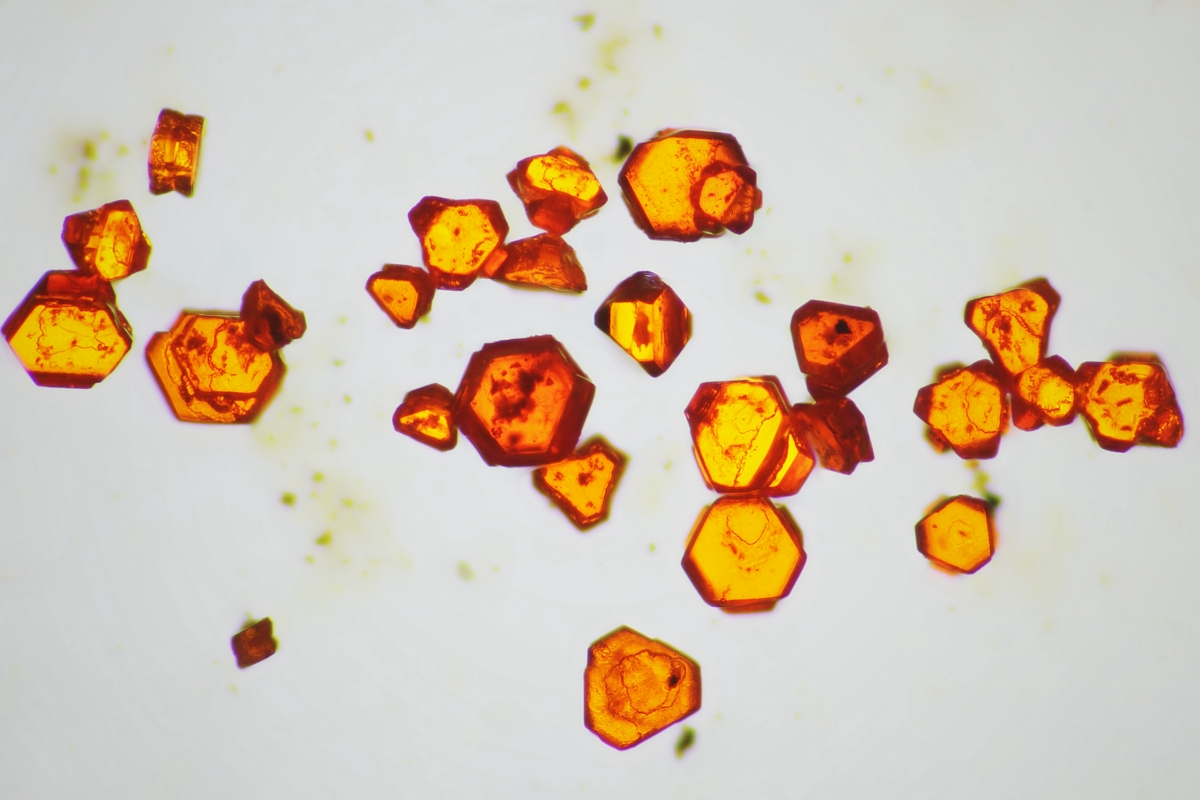
Antimon(III)-iodid (aus Toluol kristallisiert), mikroskopische Aufnahme

Antimon(III)-iodid ist ein rubinroter Feststoff, der sich in Wasser und Luft zu Antimonoxidiodid SbOI zersetzt. Seine wässrige Lösung reagiert sauer. Mit Alkaliiodiden bildet es Komplexsalze. Es besitzt eine Kristallstruktur vom Bismut(III)-iodid-Typ. Die Verbindung kommt auch in einer gelb-grünen monoklinen Modifikation vor.

## Verwendung
Antimon(III)-iodid wird in der Medizin verwendet.